# Frông hấp lưu

Một xoáy tụ (xoáy thuận) trong các giai đoạn đầu của sự hấp lưu

Ký hiệu frông hấp lưu

Frông hấp lưu là một loại frông khí quyển, gắn liền với phần đỉnh ấm ở phần có cao độ thấp và trung của tầng đối lưu, có thể gây ra các chuyển động lên trên ở quy mô lớn của không khí và sự hình thành của một dải mây và mưa kéo dài. Không hiếm khi, một frông hấp lưu xuất hiện do sự khép lại - quá trình đẩy không khí nóng lên phía trên vào trong xoáy tụ do frông lạnh đuổi kịp frông nóng ở phía trước nó và trộn lẫn với nó (quá trình hấp lưu của xoáy tụ)
Một frông hấp lưu được hình thành trong quá trình sinh xoáy thuận trong đó một frông lạnh vượt lên trên một frông nóng. Khi điều này xảy ra, khối khí nóng bị chia tách (hấp lưu) từ tâm xoáy tụ trên bề mặt Trái Đất. Điểm mà tại đó các frông nóng, lạnh và frông hấp lưu gặp nhau (và do đó, vị trí gần nhất của khối khí nóng tới tâm của xoáy tụ) được gọi là điểm hấp lưu hay điểm ba trạng thái. Theo mức độ hấp lưu của xoáy tụ mà điểm hấp lưu bị di chuyển tới phần ngoại biên của xoáy tụ. 

## Các kiểu hấp lưu

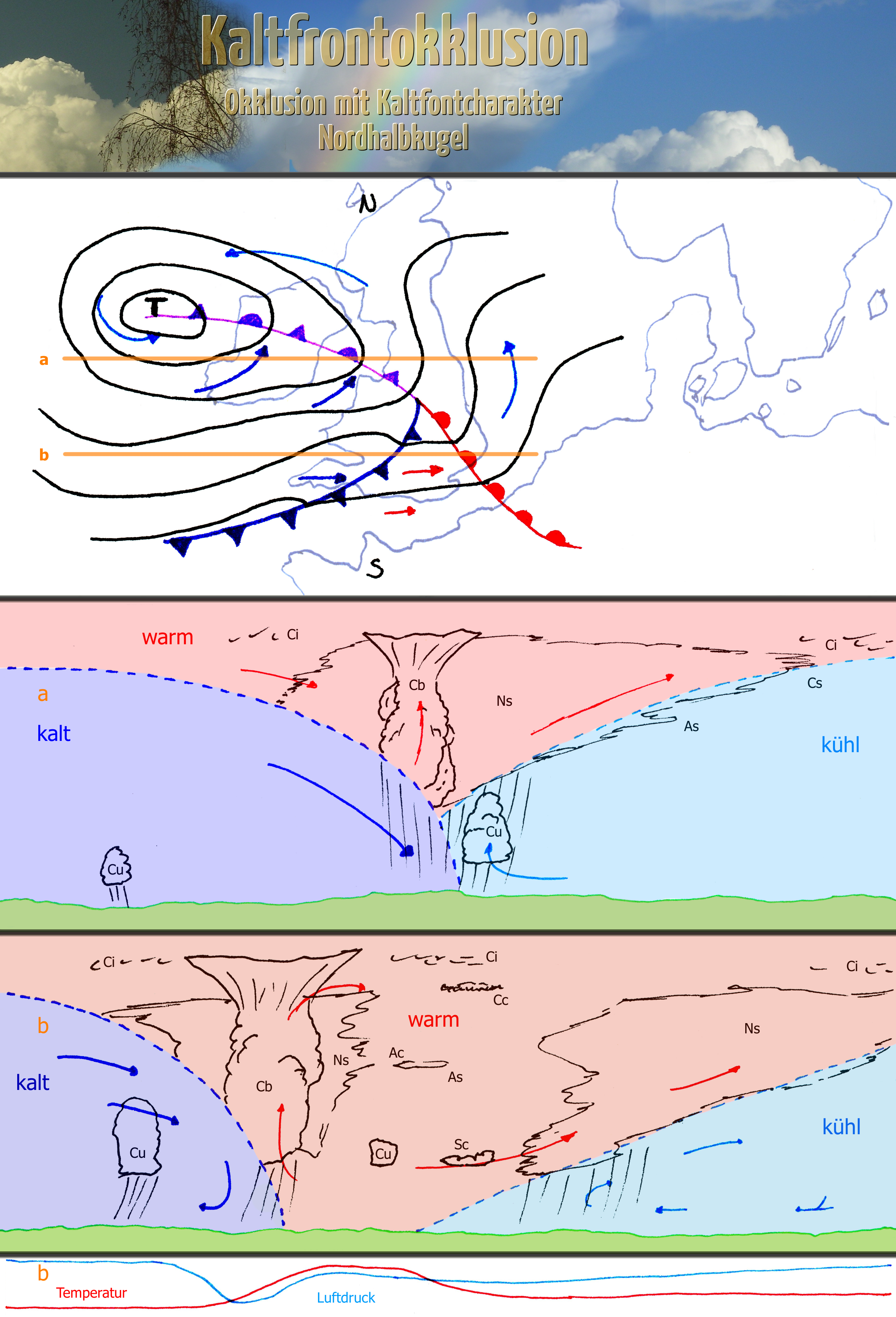
Hình 1. Frông hấp lưu lạnh.

Có hai kiểu hấp lưu là hấp lưu nóng và hấp lưu lạnh.
Trong kiểu hấp lưu lạnh, khối khí vượt lên trên frông nóng là lạnh hơn (phần màu hơi ánh lam-tím trong hình 1 ở bên phải) so với khối khí lạnh (phần màu hơi ánh lục-lơ trong hình bên) ở phía trước frông nóng (phần màu đỏ hồng) và cày xới ở phía dưới cả hai khối khí đó.
Trong kiểu hấp lưu nóng, khối khí lạnh (phần màu hơi ánh lục-lơ) vượt lên trên frông nóng (phần màu đỏ hồng) không lạnh bằng khối không khí lạnh (phần màu lam-tím) ở phía trước frông nóng và nó đè lên trên khối khí lạnh hơn này trong khi đẩy khối khí nóng lên trên. (xem hình 2 phía dưới)
Tại các vĩ độ thuộc vùng ôn đới, trong mùa hè chủ yếu là các frông hấp lưu lạnh, còn về mùa đông chủ yếu là các frông hấp lưu nóng.
Do chuyển động hạ xuống thấp của không khí lạnh vào sau lưng xoáy tụ, frông lạnh chuyển động nhanh hơn frông nóng và theo thời gian sẽ đuổi kịp nó. Trong giai đoạn làm đầy xoáy tụ xuất hiện các frông phức tạp, gọi là frông hấp lưu, hình thành khi khép lại các frông khí quyển nóng và lạnh. Trong hệ thống của frông hấp lưu, ba khối khí tác động tương hỗ, trong đó khối khí nóng đã không còn tiếp giáp với bề mặt Trái Đất. Không khí nóng ở dạng phễu dần dần được đẩy lên trên, và vị trí của nó do không khí lạnh thay thế, tiến vào từ hai bên sườn. Mặt phẳng phân chia, xuất hiện trong quá trình khép lại các frông nóng và lạnh, gọi là mặt phẳng frông hấp lưu. Các khối khí khép lại trong quá trình hấp lưu thường có nhiệt độ khác nhau, một khối này có thể lạnh hơn một khối khác.
Trường khí áp của frông hấp lưu là một khe máng được thể hiện rõ với các đường đẳng áp hình chữ V. Phía trước frông hấp lưu trên bản đồ dự báo thời tiết có vùng với áp suất khí quyển giảm xuống, gắn liền với bề mặt frông nóng, ở phía sau frông hấp lưu là vùng với áp suất khí quyển tăng lên, gắn liền với bề mặt của frông lạnh.

## Hệ thống mây

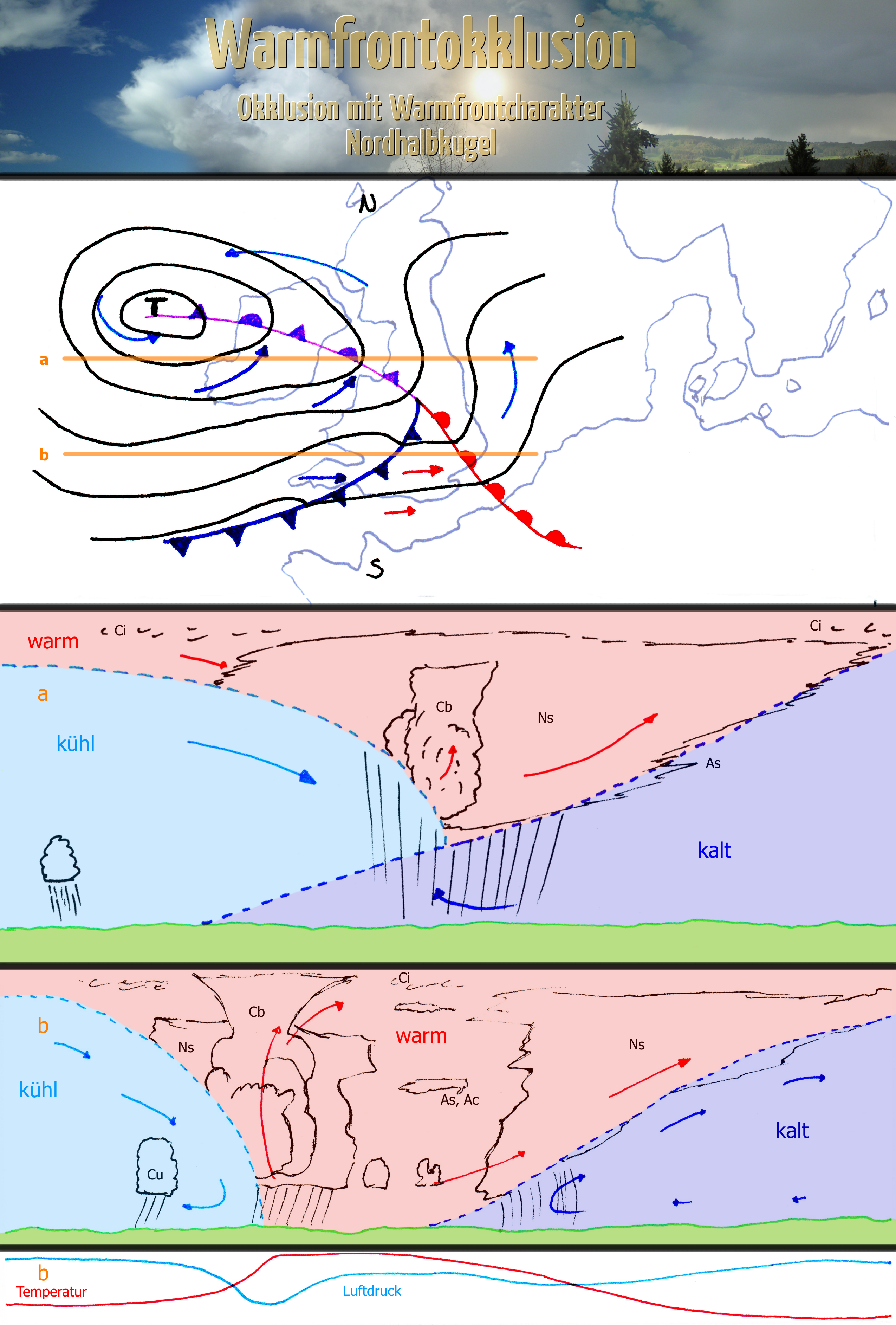
Hình 2. Frông hấp lưu nóng

Ở phần phía trước của frông hấp lưu người ta quan sát thấy các kiểu mây như mây ti (Ci), mây ti tầng (Cs), mây trung tầng (As), và trong trường hợp các frông hấp lưu hoạt tính thì cả mây vũ tầng (Ns). Trong kiểu hấp lưu nóng, ở phía trên frông nóng có thể còn lại một phần của hệ thống mây của frông lạnh. Nếu kiểu hấp lưu là lạnh thì ở phía sau phần trên của frông nóng là trời quang mây, nhưng ở phía dưới của frông lạnh có thể phát triển mây vũ tích (Cb) đã ở phần trước của khối khí lạnh, đẩy lui phần nêm lạnh hơn ở hậu phương. Như thế, giáng thủy từ mây trung tầng và mây vũ tầng (As-Ns), nếu như xảy ra, có thể được bắt đầu cho đến khi có sự rơi xuống của các giọt mưa rào, hay đồng thời với sự đi ngang qua của frông lạnh, hoặc là sau sự đi ngang qua của nó; các trận mưa này có thể rơi xuống từ cả hai phía của frông dưới, sự chuyển trạng thái từ mưa dầm sang mưa rào, nếu như có thể, diễn ra không ở đằng trước của frông dưới, mà ở gần trực tiếp với nó.
Các hệ thống tiến lại gần nhau của mây thuộc các frông nóng và lạnh về cơ bản là kiểu As-Ns. Kết quả của sự tiến lại gần là sự xuất hiện của hệ thống mây lớn Cs-As-Ns với bề dày lớn hơn cả ở phần trên của frông lạnh. Trong trường hợp frông hấp lưu trẻ thì hệ thống mây bắt đầu từ Ci và Cs, chuyển thành As rồi sau đó là Ns. Đôi khi ở phía sau Ns có thể quan sát thấy Cb, và sau nó lại là Ns. Sự trượt lên trên và yếu của khối khí hậu phương dọc theo bề mặt hấp lưu có thể dẫn tới sự hình thành dọc theo bề mặt này các kiểu mây như mây tầng (St) và mây tầng tích (Sc), nhưng không lên tới mức của các nhân băng. Từ các dạng mây này, trước frông nóng phía dưới sẽ xuất hiện mưa dầm. Trong trường hợp frông hấp lưu là nóng và già thì hệ thống mây là mây ti tầng (Cs) và mây trung tích (Ac), đôi khi có cả mây trung tầng (As); và có thể không có mưa.
Nhiều kiểu thời tiết có thể thấy dọc theo frông hấp lưu, với các cơn dông hay mưa rào trong mùa hè là có thể xảy ra, nhưng thông thường sự thổi qua của frông hấp lưu gắn liền với việc làm khô các khối khí. Các frông hấp lưu được chỉ ra trên các bản đồ thời tiết bằng đường màu tím tía với các hình bán nguyệt và các tam giác đặt xen kẽ, chỉ theo hướng chuyển động của chúng. Các frông hấp lưu thường được hình thành xung quanh các khu vực áp thấp đã hoàn thiện.